# Nowoozerianka
Nowoozerianka (ukr. Новоозерянка) – osiedle typu miejskiego na Ukrainie w rejonie olewskim obwodu żytomierskiego.